# Talavo

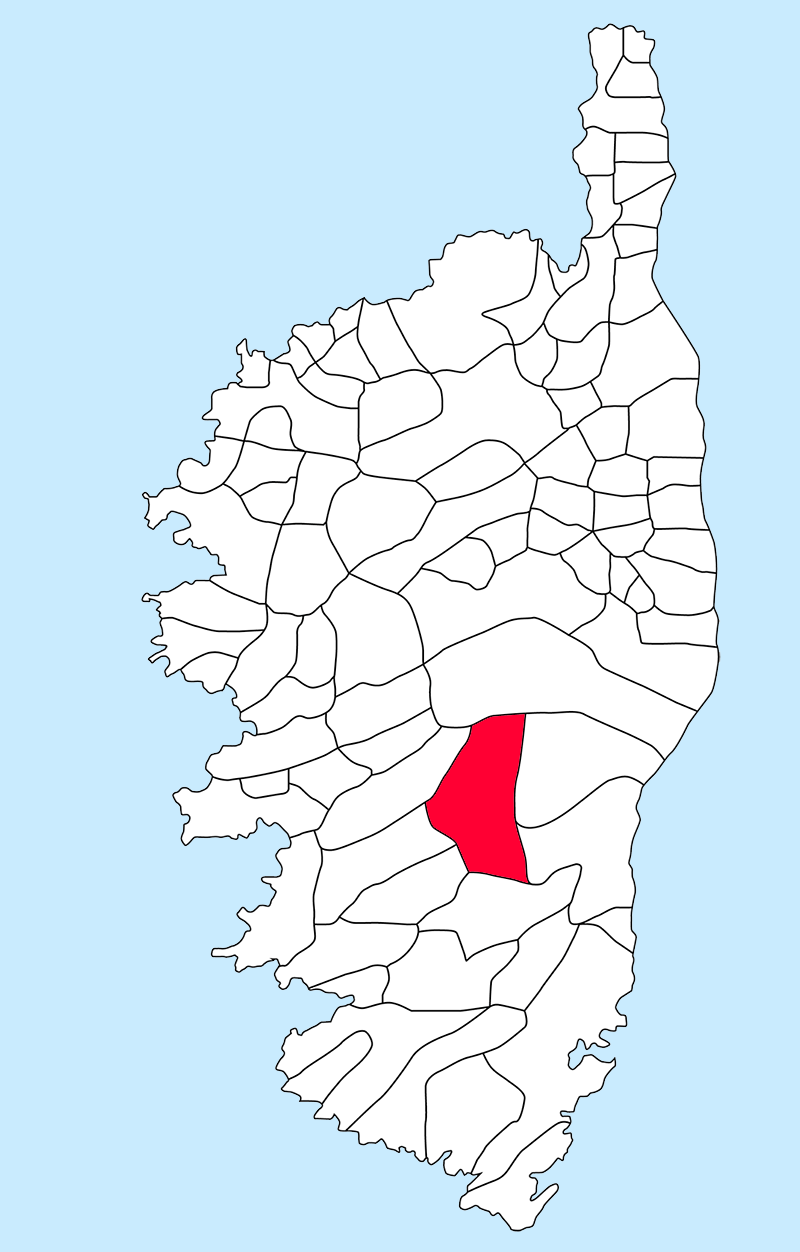
Localisation de la piève de Talavo.

Talavo (en corse : Talavu [ˈtaːlawu]) est une ancienne piève de Corse. Située dans le sud-ouest de l'île, elle relevait de la province d'Ajaccio sur le plan civil et du diocèse d'Ajaccio sur le plan religieux.

## Géographie
Talavo est une piève occupant la haute vallée du Taravo. Son territoire est inclus dans le parc naturel régional de Corse. Elle correspond à l'ancien canton de Zicavo.
Au XVIe siècle vers 1520,  elle avait pour lieux habités :
- Cellago : Zévaco ;
- Corra : Corrano ;
- Vitera : Guitera ;
- Lanfrancagii ;
- Jovecassi : Giovicacce (hameau de Sampolo) ;
- Sampolo : Sampolo ;
- lo Tasso : Tasso ;
- le Chiamanachie : Ciamannacce ;
- Cigauo : Zicavo ;
- Coza : Cozzano ;
- Palneca : Palneca ;
- lo Lobio.

La piève de Talavo devient en 1790 le canton de Talavo, qui prend en 1828 le nom de canton de Zicavo.
La piève correspond au territoire des communes actuelles de :
- Zévaco ;
- Corrano ;
- Guitera-les-Bains ;
- Zicavo ;
- Tasso ;
- Sampolo ;
- Cozzano ;
- Ciamannacce ;
- Palneca.

La population de la piève de Talavo est estimée à 1 192 habitants. Il est accessible au nord par la D69 à partir et au sud par la D83 et la D69. Pour y accéder par le Nord il faut franchir le col de Verde (1 289 m) et au sud le col de Saint-Georges (1 289 m) puis le col de Granaccia (860 m). Le Talavo est l'une des pièves les plus montagneuses de Corse avec ses 780 m d'altitude moyenne.
La piève de Talavo a souffert de la désertification de l'intérieur mais de nombreuses familles ont conservé des maisons secondaires dans les villages du canton. Ainsi les habitants sont beaucoup plus nombreux l'été et de nombreux bals et concours sont organisés. De nombreux jeunes passent ainsi une partie de leurs vacances dans leurs villages d'origine.
Les pièves limitrophes de Talavo sont :

## Sports
- Le sentier de randonnée Mare a mare centre traverse la piève de Talavo.
- La piève comporte un club de Futsal, le Haut-Taravo Futsal qui évolue en championnat régional.